# Alberto Rivas
Alberto Rivas, bürgerlicher Name Gervasio Eduardo Argul; (* 16. Oktober 1930; † 12. Juli 1992) war ein argentinischer Tangosänger.

## Karriere
Rivas war neben Roberto Rufino, Nelly Vázquez, Alfredo Del Río und Carlos Reyes einer der Sänger im Orchester Francisco Rotundos. Mit der Formation von José Libertella und Luis Stazo nahm er eine Platte mit vier Tangos auf: Volvamos a empezar, Qué risa, Amor de payaso und Como se muere de amor. Er unternahm zahlreiche Tourneen durch Argentinien und trat in Buenos Aires im La Mochila, El Boliche de Rotundo und Vos Tango auf. Im Fernsehen war er Gast in Sendungen wie Grandes valores del tango und El tango del millón.